# John D. Olivas
John Daniel Danny Olivas , California; 25 de mayo de 1966) es un ingeniero y astronauta estadounidense de origen mexicano.

## Biografía
Nacido en North Hollywood, California y criado en El Paso Texas, es ingeniero en mecánica e Universidad de Texas  en El Paso en 1989, y tiene una maestría en ingeniería mecánica de la Universidad de Houston en 1993 y posteriormente un doctorado en ingeniería mecánica y de ciencias de materiales de la Universidad Rice en 1996.
Fue seleccionado por la NASA el 4 de junio de 1998 y se encuentra a mediados de junio de 2007 en la misión espacial STS-117, como especialista, que viajó al espacio exterior en el transbordador espacial Atlantis.

### Trayectoria profesional
Después de concluir con la universidad en 1989 cursó un máster en ingeniería mecánica en la universidad de Houston en 1993.
En 1994 se empleó en la Base Aérea Kelly en San Antonio, Texas donde se ocupaba de los propulsores del avión de transporte C-5 Galaxy. En los meses de verano de 1995 trabajó en el Centro Espacial Lyndon B. Johnson, donde examinaba nuevos materiales para los trajes espaciales de astronauta para la NASA.
Después de su doctorado en la Universidad de Rice emigró a California. Estuvo trabajando en una compañía de la industria aeronáutica y después obtuvo empleo en el Laboratorio de Propulsión a Reacción. En este se desempeñaba como ingeniero de investigación en el aseguramiento de la calidad, en donde desarrolló procesos para la investigación no destructiva de componentes, que más tarde se emplearían en misiones espaciales. Posteriormente fue director de seguridad de producción, donde investigaba la sensibilidad de circuitos electrónicos.